# Csillag István (éremművész)
Csillag István, született Stern István (Budapest, 1881. július 12. – Budapest, 1968. február 15.) magyar szobrász- és éremművész.

## Élete
Stern Mór (1842–1902) bizományos és Feuerlöscher Henrietta (1853–1920) fia. 1896–97-ben az Iparművészeti Iskolában tanult, ahol Loránfi Antal és Mátrai Lajos növendéke volt. Tanulmányai befejeztével Telcs Ede műtermében dolgozott. Németországban járt hosszabb tanulmányúton. 1906-tól rendszeresen szerepelt hazai és külföldi kiállításokon. Több mint négyszáz érmet, illetve plakettet készített. Emléktábláit Budapesten helyezték el (Karl Marx, József Attila, Frankel Leó). 1922-ben őt kérték fel Lóczy Lajos portréjának megalkotására, amely a neves geológus arácsi régi temetőben található sírjának domborműveként ma is látható. 1963-ban ő készítette a Székely Mihály-emlékérmet is, melyet minden évben ifjú operaénekeseknek ítélnek oda. 1959-ban az Ernst Múzeumban volt gyűjteményes kiállítása. Számos művét őrzik hazai és külföldi múzeumokban.
Házastársa Walter Berta Mária volt, akit 1960-ban Budapesten vett nőül.

## Kiállításai

### Egyéni kiállításai
- Ernst Múzeum (életmű, Budapest, 1959)

### Válogatott csoportos kiállításai
- Képzőművészeti Társaság, Tavaszi Szalon, Műcsarnok (Budapest, 1908)
- Téli Nemzetközi kiállítás, Műcsarnok (Budapest, 1908)
- III. Nemzetközi Numizmatikai és Medaillisztikai kongresszus és éremkiállítás (Brüsszel, 1910)
- Nemzetközi Szépművészeti Kiállítás (Gent, 1913)
- Angol-magyar Kiállítás, Műcsarnok (Budapest, 1926)
- Munkácsy-céh III. Reprezentatív kiállítás, Ernst Múzeum (Budapest, 1930)
- Művészcsoportok Kiállítás, Műcsarnok (Budapest, 1931)
- A nő a művészetben, Műcsarnok (Budapest, 1936)
- Derű a művészetben, Műcsarnok (Budapest, 1939)
- A Magyar Művészetért, Műcsarnok (Budapest, 1940-1941)
- A Nemzeti Sportbizottság és a Magyar Képzőművészek Szabadszervezetének kiállítása (1945)
- Magyar Képzőművészetért, Ernst Múzeum (Budapest, 1946)
- Magyar érem és plakettművészet 1800-tól napjainkig, Fővárosi Képtár (Budapest, 1949)
- 1. Magyar Képzőművészeti kiállítás, Műcsarnok (Budapest, 1950)
- Arcképkiállítás, Ernst Múzeum (Budapest, 1952)
- Magyar Plasztikai és Grafikai Kiállítás, Ernst Múzeum (Budapest, 1954)
- Magyar Forradalmi Művészet, Műcsarnok (Budapest, 1957)
- Csillag István, Gábor Jenő, Járitz Józsa, Klie Zoltán kiállítás, Ernst Múzeum (Budapest, 1959)
- Magyar éremművészet a XX. században, Janus Pannonius Múzeum (Pécs, 1964)